# 大阪府立いちりつ高等学校
大阪府立いちりつ高等学校（おおさかふりつ いちりつこうとうがっこう）は、大阪府枚方市北中振二丁目にある公立高等学校。全日制の課程を設置し、普通科・英語科・理数科の3学科を併設している。

## 概要
1941年に旧制大阪市立中学校として創立した。設置の際の歴史的経緯から、学校所在地は枚方市であるが、設置者は創立以来2021年度まで大阪市だった。2021年度までの校名は、固有名詞の入らない「大阪市立高等学校」だった。
大阪府・大阪市の両教育委員会の方針により、2022年度に大阪府に移管され、大阪府立いちりつ高等学校へ改称した。
通称・略称は「いちりつ（市立）」。2021年度までの校名・大阪市立高等学校の「市立」の読みは「しりつ」であるが、私立学校との混同を避けるため「いちりつ」と読み替えて定着したことが由来となっている。大阪市立高等学校の時代、在校生・卒業生等の間でも「いちりつ」と呼ばれることが多かったために、しばしばこの通称のほうを正式名称であると誤認する受験生がいた。
長らく普通科のみの設置であったが、現在は英語科・理数科も併設している。英語科では1クラス20人のコミュニケーションの授業でNET（ネイティブ教員）と日本人教員による授業や、「サマーセミナー（2泊3日）」と称する英語合宿などで、英語力の向上を目指している。理数科では専門科目「理数」を学び、「理数探究」や「野外観察実習（3泊4日）」などの実習系の授業もおこなわれている。

## 沿革

### 創立
1900年に大阪府が打ち出した「大阪府教育十カ年計画」により、大阪市内の中等教育については大阪府は中学校などの普通教育学校を中心に設置する一方、大阪市は商業学校などの実業教育学校を中心に設置するという状況が続いてきた。
中等教育学校への進学希望者は増加の一途をたどり、1930年代には既存の教育機関は入学難状態となった。高等女学校の新設ラッシュなどで予算が厳しい大阪府は、人口増加の著しい豊能地域と中河内地域を優先して、大阪府立第十六中学校（現・大阪府立池田高等学校）と大阪府立第十七中学校（現・大阪府立布施高等学校）を設置する方針を決め、大阪市内の対応については大阪市に協力を求めた。
これらの背景を受け、大阪市立としては初となる旧制中学校（5年制）として、1941年に大阪市立中学校が開校した。開校当初は7年制高等学校（旧制）を構想し、まず中学校を設置して、時期が来れば高等科を併設して尋常科4年・高等科3年の高等学校に改編することを検討していた。しかし高等学校への改編は、戦時体制や戦後の学制改革により立ち消えになっている。
設置場所については高等学校への移行も見越して、大阪市内にこだわらずに近郊への設置も視野に入れていた。最初の2年間は大阪市此花区酉島町の酉島工業学校内に仮校舎を設置していた。
2年後の1943年に北河内郡枚方町（当時）から誘致を受け、北河内郡枚方町大字中振1542番地（当時の住所表示）の現在地に移転している。北河内郡では当時、四條畷町に大阪府立四條畷中学校（現・大阪府立四條畷高等学校）、豊野村に大阪府立寝屋川高等女学校（現・大阪府立寝屋川高等学校）が設置されていたが、郡の中心となる枚方町には公立の中等以上の教育機関が存在しなかった。そのため、枚方町は中等教育機関の誘致に積極的な姿勢を見せ、まず、先述の大阪府立第十六中学校の誘致運動を行ったが実現せず、次いで大阪市立中学校の誘致へと切り替えていた。
1944年には戦時措置の影響で4年制となり、第1期生が1945年3月末に4年修了で卒業している。
開校当初は大阪市立として唯一の旧制中学校だったが、1942年に大阪市立汎愛中学校（現在の大阪府立汎愛高等学校）が設置されたことなどで学校の固有名称を区別する必要が生じたとして、1946年には「大阪市立第一中学校」への改称案が出された。しかし「第一」など番号での校名は学校の序列・格差を示すと受け取られてふさわしくないとする意見があがり、校名改称は実現しなかった。

### 学制改革
1948年の学制改革により大阪市立高等学校に移行した。この際学校側では「大阪市立枚方高等学校」としての新制高等学校移行を大阪市に申請した。しかし大阪市からのクレームがあり、また代案も見つからなかったため、結果的に地名などの固有名称が入らない「大阪市立高等学校」として新制高等学校へと移行した。
その後も校名変更案の議論があり、「桜ヶ丘」などの案も提示されたが、「市立」として定着したことで議論は収束している。
大阪市立高等学校は普通科高校として出発した。
1948年には旧制高等女学校だった大阪市立扇町高等学校と男女生徒を交流し、男女共学を実施した。また扇町高等学校のほか、大阪市立南高等学校・大阪市立桜宮高等学校、大阪市立中之島高等学校、大阪市立下福島高等学校・大阪市立西華高等学校からも女子生徒を編入している。
扇町高等学校ほか計6校より女子生徒43人（高校1年18人、併設中学校3年25人）が大阪市立高等学校に転入し、また大阪市立高等学校の男子生徒45人（高校1年24人、併設中学校3年21人）が扇町高等学校へ転出している。

### 府立移管問題（1970年代）
大阪市教育委員会は1978年9月30日、大阪府教育委員会に対して「大阪市立高等学校の大阪府への有償譲渡」を求める公文書を提出した。
府立移管問題に関連して、従来入試では8学級募集だったところを1979年新入生は募集定員が2学級分減らされ、6学級での募集となった。当時公式には「1979年の大阪市立東高等学校移転に伴う東高校の受け入れ枠増加により、その分を大阪市立高等学校の募集減とする」と説明されていた。しかし当時大阪市立高等学校では大阪市内在住生徒4学級分・市外在住生徒4学級分として新入生を受け入れていたが市内在住生徒の定員を減らされた形になったことから「市外在住生徒が大半を占めると大阪市立学校としての運営根拠を失う。すなわち学級減は府立移管へつながる」という背景があるとみられた。
生徒急増期を迎えて高校教育拡充要求が高まっていたという当時の社会的背景や、学校関係者への事前の意見聴取なしに教育委員会上層部が方針を決めたことへの反発などがあり、教職員や卒業生らを中心に府立移管計画を白紙撤回することを求める運動が起こった。また府立移管の足がかりになるとみられた募集定員減についても、学級数復元を求める運動がおこなわれた。学級数復元については1980年に実現し、学級数減少は1979年入学生のみにとどまった。
また大阪市と大阪府との間で有償譲渡の条件が折り合わなかった。
その一方で学校側は将来の府立移管の動き再燃に備えての体制をとり続けていた。1988年には大阪市教育委員会から「府立移管問題は白紙撤回したと見なして差し支えない」という見解が出され、1978年に持ち上がった府立移管問題は終結した。

### 英語科・理数科新設
大阪市立の高等学校では1980年代以降、「意欲的で目的意識の明確な生徒の入学により学校が活性化することをねらい」として、府立高校とは異なった形での学校特色化の動きが進み、市立の普通科系高校では普通科目を深化させて学ぶ専門学科設置の動きが生まれた。
この流れを受け、市立高等学校では1993年度より英語科・理数科の2学科を開設している。

### 2022年度に府立移管へ
2010年代に入り、大阪市長・大阪維新の会代表橋下徹と市政与党大阪維新の会が、「大阪都構想」に絡んで「大阪府と大阪市が同種の施設を持っているのは二重行政」と主張し、「二重行政の解消」として各種施設の府市統合や運営一元化などを打ち出した。大阪市立の高等学校も対象とされ、市立の高等学校全校を大阪府に移管するという構想が出された。しかし移管構想は反発が出て難航し、先行して大阪市外にある大阪市立高等学校を大阪府に移管する構想が、大阪市長橋下徹と大阪府知事松井一郎の間で2014年1月に合意に至った。
このときの構想は、大阪府と大阪市との間で調整が付かなかったとして一度立ち消えになったものの、その後2019年になり再び高等学校の府市統合・府立移管構想が持ち上がった。
大阪市立の高等学校全校を大阪府に移管することが、大阪市・大阪府の両教育委員会で合意されたことが、2019年9月に明らかになった。校舎や備品などは大阪府に無償譲渡されるとしている。
府立移管後の校名については、「大阪市立○○高等学校」を「大阪府立○○高等学校」に置き換えることを原則とした。しかし固有の校名を持たない「大阪市立高等学校」についてはその原則が当てはまらないとして、校名の扱いが取り沙汰された。学校関係者との協議を経て、大阪府教育委員会は2020年8月31日の教育委員会会議で「大阪府立いちりつ高等学校」の校名案を提示した。「大阪府立大阪市立高等学校」などの校名案も検討対象になったとされるが、愛称の「市立（いちりつ）」を残す形にしたとされる。
2020年12月に大阪市会および大阪府議会で移管に関連する条例が可決され、2022年度の府立移管が正式に決定した。2022年4月1日付で大阪府に移管され、大阪府立いちりつ高等学校に改編された。

### 年表
- 1941年3月12日 - 大阪市で最初の旧制中学校として大阪市立中学校設置を文部大臣より認可される。
- 1941年4月1日 - 大阪市立中学校が開校（大阪市立酉島工業学校内）。
- 1941年5月1日 - 創立記念日を5月1日とする。
- 1943年4月8日 - 現在地に木造平屋建4棟の校舎が竣工したので移転。
- 1948年6月1日 - 学制改革によって大阪市立高等学校と改称され、全日制普通課程を置く。男女共学を実施。
- 1993年4月1日 - 第1学年に英語科（2学級）と理数科（1学級）を新設。
- 1994年7月16日 - 特別教室棟(地学教室、CAL教室、情報処理室、演習室、第1LL、第2LL)およびセミナーハウス竣工。
- 2005年5月15日 ‐ 同窓会記念館竣工。
- 2009年5月1日 ‐ 龍谷大学と高大連携に関する包括協定を締結する。
- 2022年4月1日 - 大阪府に移管し、「大阪府立いちりつ高等学校」に改称。

## 諸活動

### 部活動

#### 文化部
- 吹奏楽部
- 放送部
- 文芸部
- 美術部
- 茶華道部
- 写真部
- 国際交流部
- 書道部
- クッキング＆クラフト部
- 競技かるた部

#### 運動部
- 硬式野球部
- レスリング部
- サッカー部
- ソフトボール部
- 男子バレーボール部
- 女子バレーボール部
- バドミントン部
- 女子テニス部
- ソフトテニス部
- 水泳部
- 陸上競技部
- 男子バスケットボール部
- 女子バスケットボール部
- 剣道部
- ラグビー部
- 卓球部
- ハンドボール部
- ダンス部

同好会
- 科学研究同好会
- 軽音楽同好会
- パソコン同好会

## 学校関係者

### 教職員

#### 元職
- 山田善春 - 理科（物理）教諭。2001年より「全国科学教育ボランティア研究大会」実行委員長、同年より朝日放送テレビ『探偵!ナイトスクープ』理科・物理担当。2014年より大阪市立大学（現・大阪公立大学）大学院理学研究科非常勤講師[10][11]。

### 卒業生

#### 旧制大阪市立中学校
- 北野祐秀 - レスリング選手・レスリング指導者
- 野坂昭如 - 小説家・参議院議員（旧制新潟高等学校へ編入）

#### 大阪市立高等学校
- 赤井三尋 - 小説家
- 加奥隆三 - 元プロ野球選手
- 桂小春団治 (3代目) - 落語家
- 北野誠 - タレント
- タージン - タレント
- 谷均史 - 医師・タレント：朝日放送テレビ『探偵!ナイトスクープ』医学担当
- 中須岳士 - 映画照明技師
- 前田拓哉[12] - テレビ大阪アナウンサー
- 松谷竜二郎 - 元プロ野球選手・実業家

## 対外関係

### 海外姉妹校
- オーストラリア ラトローブ・セカンダリー・カレッジ
- オーストラリア ベイビュー・カレッジ
- アメリカ合衆国 ウォルターペイトン・カレッジ・プレップ・ハイスクール
- シンガポール イーシュン・ジュニアカレッジ
- ロシア サンクトペテルブルグ第583番学校

### 高大連携
- 龍谷大学（2009年5月1日包括協定）

## 交通
- 京阪本線 光善寺駅
- 京阪バス い号経路 光善寺駅口停留所